# اینیاکی سائز
اینیاکی سائز (اسپانیایی: Iñaki Sáez‎؛ زادهٔ ۲۳ آوریل ۱۹۴۳) بازیکن و مربی فوتبال اهل اسپانیا بود.
از باشگاه‌هایی که در آن بازی کرده‌است می‌توان به باشگاه فوتبال اتلتیک بیلبائو اشاره کرد.
وی همچنین در تیم ملی فوتبال اسپانیا بازی کرده‌است.